# 13 de diciembre
El 13 de diciembre es el 347.º (tricentésimo cuadragésimo séptimo) día del año en el calendario gregoriano y el 348.º en los años bisiestos. Quedan 18 días para finalizar el año.

## Acontecimientos
- 115: en Antioquía (Turquía) a la noche sucede un terremoto de magnitud 7,5 en la escala sismológica de Richter (intensidad de XI en la escala de Mercalli), dejando un saldo de 260 000 muertos. También se registra un tsunami.[1] Quizá no sucedió hoy sino diez días antes.
- 1294: Celestino V abdica a los cinco meses de ser nombrado papa para regresar a su vida anterior de asceta.
- 1474: en Segovia, Isabel la Católica es proclamada reina de Castilla.
- 1481: en Portugal, Juan II es nombrado rey tras la muerte de su padre Alfonso V "el Africano".
- 1523: en Acapulco (México), arriba la primera exploración española al mando de Juan Rodríguez de Villafuerte, que bautiza la bahía con el nombre de Santa Lucía.
- 1527: en México se crea la Audiencia, cuyo primer presidente fue Nuño Beltrán de Guzmán.
- 1540: Pedro de Valdivia llega al actual Santiago de Chile y cambia el nombre del cerro Huelén a cerro Santa Lucía.
- 1545: en el norte de Italia se abre el Concilio de Trento, convocado para hacer frente al protestantismo.
- 1550: en Perú se funda la ciudad de Ferreñafe.
- 1577: desde Plymouth (Inglaterra) el corsario británico sir Francis Drake comienza su viaje de circunvalación del mundo.
- 1636: en el actual Estados Unidos, la colonia de la bahía de Massachusetts organiza tres regimientos de milicianos para defenderse contra los indios pequot. Este acto se reconoce actualmente como la fundación de la Guardia Nacional de los Estados Unidos.
- 1642: Abel Tasman llega a Nueva Zelanda.
- 1643: en Hampshire (Inglaterra), en el marco de la Guerra Civil Inglesa, se libra la batalla de Alton.
- 1703 («2 de diciembre» según el calendario juliano): en el sur de Inglaterra termina la Gran tormenta de 1703, la más violenta registrada en toda la Historia en ese país. En sus ocho días de duración dejó un saldo de entre 8000 y 15.000 víctimas.
- 1769: en Inglaterra, el reverendo Eleazar Wheelock funda el colegio Dartmouth.
- 1862: en el marco de la guerra civil estadounidense, en la batalla de Fredericksburg, el general confederado Robert E. Lee derrota al general unionista Ambrose E. Burnside.
- 1895: en Berlín se estrena la Segunda sinfonía del compositor austríaco Gustav Mahler.
- 1902: en el Nilo se inaugura la presa de Asuán.
- 1906: Francia, el Reino Unido e Italia firman un tratado por el que garantizan la independencia de Abisinia.
- 1907: en la ciudad de Comodoro Rivadavia (Argentina) se descubre petróleo.
- 1910: en San Petersburgo y Odesa se producen disturbios estudiantiles contra el uso de castigos corporales a presos políticos.
- 1913: en Montevideo, el club CURCC Peñarol se desvincula totalmente de la Compañía del Ferrocarril Central del Uruguay (CUR).
- 1913: se funda el Centro Cultural Nazaret en San Sebastián.
- 1920: el astrónomo Francis G. Pease consigue medir el diámetro de la estrella Betelgeuse.
- 1936: en Colombia mueren más de dos decenas de personas en la tragedia de Fúquene.
- 1937: en el marco de la segunda guerra sino-japonesa, los japoneses ocupan Nankín. Comienza así la masacre de Nankín: durante seis semanas los soldados japoneses asesinan a entre 250 000 (según Japón) y 300 000 (según China) y 500 000 (según Estados Unidos) civiles. Más tarde el Gobierno japonés condenará a muerte a varios líderes japoneses responsables.
- 1938: en el distrito Bergedorf de la ciudad de Hamburgo (Alemania) se abre el campo de concentración de Neuengamme.
- 1938: en España se crea la ONCE (Organización Nacional de Ciegos de España).
- 1939: en la bahía de Montevideo ―en el marco de la Segunda Guerra Mundial― se libra la batalla del Río de la Plata: el barco de guerra Admiral Graf Spee (al mando del capitán nazi Hans Langsdorff) ataca a los cruceros británicos Exeter, Ajax y Achilles.
- 1941: Hungría y Rumania declaran la guerra contra Estados Unidos.
- 1943: en Alemania, 710 aviones estadounidenses bombardean a la población civil de la ciudad de Kiel, que resulta completamente destruida. Se desconoce la cantidad de miles de civiles muertos.
- 1947: En Argentina se crea la Escuela de Ingeniería Aeronáutica, con sede en la provincia de Córdoba. Desde 2016, se denomina Centro Regional Universitario Córdoba-IUA (Instituto Universitario Aeronáutico), que pasó a formar parte de la Universidad de la Defensa Nacional (UNDEF).[2]
- 1949: la Knéset vota por situar la capital de Israel en Jerusalén.
- 1949: en Israel se crea el Instituto para la Coordinación de la Seguridad, germen de la Agencia Israelí de Inteligencia "Mosad".
- 1951: en la iglesia City Methodist de Londres, se casa Margaret Roberts (luego Margaret Thatcher) con Denis Thatcher.
- 1955: en Perú se funda el Club Sporting Cristal, equipo que participa en la Liga Peruana de Fútbol.
- 1959: en Chipre, el arzobispo Makarios se convierte en el primer presidente del país.
- 1960: en la ciudad de Managua (Nicaragua), los Gobiernos de Guatemala, El Salvador, Honduras y Nicaragua fundan el Banco Centroamericano.
- 1961: en un pozo a 219 metros bajo tierra, en el área U9a del Sitio de pruebas atómicas de Nevada (a unos 100 km al noroeste de la ciudad de Las Vegas), a las 10:00 (hora local) Estados Unidos detona su bomba atómica Mad, de 0,5 kilotones. Es la bomba n.º 205 de las 1131 que Estados Unidos detonó entre 1945 y 1992.
- 1962: la NASA lanza el Relay 1, primer satélite repetidor de comunicaciones.
- 1966: en un pozo a 240 metros bajo tierra, en el área U3ez del Sitio de pruebas atómicas de Nevada (a unos 100 km al noroeste de la ciudad de Las Vegas), a las 9:50 (hora local) Estados Unidos detona su bomba atómica Sidecar, de 1 kilotón. A las 13:00 detona la bomba New Point, de 7 kilotones. Son las bombas n.º 488 y 489 de las 1131 que Estados Unidos detonó entre 1945 y 1992.
- 1967: en Grecia, Constantino II de Grecia realiza un infructuoso contragolpe de Estado contra la junta militar de Gobierno.
- 1968: en Brasil, Artur da Costa e Silva proclama la dictadura militar y suprime la Cámara de Diputados por no aceptar sus términos.
- 1972: en el programa Apolo, Eugene Cernan y Harrison Schmitt comienzan su tercera y última EVA (actividad extravehicular) del Apolo 17. Esta fue la última misión tripulada a la Luna hasta la fecha.
- 1973: en un pozo a 198 metros bajo tierra, en el área U2ea del Sitio de pruebas atómicas de Nevada (a unos 100 km al noroeste de la ciudad de Las Vegas), a las 7:17 (hora local) Estados Unidos detona su bomba atómica Seafoam, de menos de 20 kilotones. Es la bomba n.º 809 de las 1131 que Estados Unidos detonó entre 1945 y 1992.
- 1974: Malta se convierte en república.
- 1976: unos 40 km al norte de la ciudad chaqueña de Resistencia (Argentina) ―en el marco de la dictadura de Videla (1976-1983)―, 22 militantes montoneros son torturados, castrados, violados y asesinados a tiros en un operativo conjunto del Ejército Argentino y la Policía del Chaco (Masacre de Margarita Belén).
- 1977: cerca del aeropuerto regional de Evansville, se estrella un DC-3 muriendo 29 personas, entre ellas, el equipo de baloncesto de la Universidad de Evansville.
- 1979: en Canadá, el Gobierno del primer ministro Joe Clark es derrotado en la Cámara de los Comunes, propiciando la elección federal de Canadá de 1980.
- 1981: en la sede central de la ONU, el peruano Javier Pérez de Cuéllar es elegido secretario general de las Naciones Unidas
- 1981: el CR Flamengo conquista la Copa Intercontinental al vencer 3-0 al Liverpool FC.
- 1981: en Polonia, un Consejo de las Fuerzas Armadas asume el poder y decreta la ley marcial.
- 1983: en Buenos Aires (Argentina) el presidente Raúl Alfonsín anuncia públicamente el decreto por el que se dispone el procesamiento de los miembros militares que gobernaron dictatorialmente la nación entre 1976 y 1983.
- 1984: en Santiago de Chile sale a la venta el primer álbum de Los Prisioneros, titulado La voz de los '80, considerado el más importante del rock del país.
- 1986: en un pozo a 635 metros bajo tierra, en el área U20ap del Sitio de pruebas atómicas de Nevada (a unos 100 km al noroeste de la ciudad de Las Vegas), a las 10:00 (hora local) Estados Unidos detona su bomba atómica Bodie, de 140 kilotones. Es la bomba n.º 1055 de las 1131 que Estados Unidos detonó entre 1945 y 1992.
- 1986: el equipo argentino River Plate vence 1-0 al Steaua de Bucarest y gana la Copa Intercontinental.
- 1989: en Suecia se publica el último número de Gnistan (‘chispa’), órgano de Solidaritetspartiet.
- 1991: en Tegucigalpa, los presidentes de los países de Centroamérica aprueban la creación del Sistema de Integración Centroamericano.
- 1992: en Uruguay se realiza un plebiscito contra la Ley de Empresas Públicas, cuyos 5 primeros artículos resultan derogados; esto pone un freno a las privatizaciones del gobierno de Luis Alberto Lacalle.
- 1995: en España, Camilo José Cela recibe el Premio Miguel de Cervantes.
- 1995: en Managua (Nicaragua) la policía reprime a los estudiantes universitarios miembros del CNU (Concejo Nacional de Universidades): 1 estudiante muerto, 35 estudiantes y 10 policías heridos.
- 1996: Naciones Unidas: Kofi Annan es elegido secretario general.
- 1996: en el Vaticano, el papa Juan Pablo II y el patriarca de los cristianos armenios Karekín I, firman un documento que pone fin a una división de 1500 años.
- 1997: en Guadalajara, el Fenómeno del Niño provoca la única nevada registrada en 116 años (la anterior había sido en 1881).
- 1998: en Puerto Rico, los puertorriqueños rechazan por tercera vez en referéndum la integración plena con Estados Unidos.
- 2000: cerca de Kenedy (Texas), el grupo de delincuentes Texas 7 se escapan de la cárcel John Connally Unit y salen en un raid delictivo, durante el cual matan a un policía.
- 2001: en India, el parlamento (Sansad) es atacado por terroristas. Mueren 15 personas (incluidos todos los terroristas).
- 2001: en Brasil, líderes del Parlamento demandan al Gobierno por haber abandonado las negociaciones del ALCA.
- 2002: en Copenhague (Dinamarca), la Unión Europea anuncia la incorporación de diez países efectivo el 1 de mayo de 2004: Chipre, Estonia, Hungría, Letonia, Lituania, Malta, Polonia, la República Checa, Eslovaquia, y Eslovenia.
- 2002: en Bogotá, el grupo guerrillero de las FARC-EP cometen el Atentado al edificio Residencias Tequendama.
- 2002: es lanzado el videojuego The Legend of Zelda: The Wind Waker en Japón.
- 2003: en Tikrit (Irak) soldados estadounidenses capturan al exdictador Saddam Hussein.
- 2003: Sony lanza una grabadora de vídeo digital basada en una consola PlayStation 2, titulada PSX.
- 2004: en Chile, el dictador Augusto Pinochet es puesto en arresto domiciliario, por los cargos de 9 secuestros seguidos de asesinato.
- 2006: se anuncia la extinción del baiji (delfín chino de río).
- 2006: Convención Internacional sobre los Derechos de las Personas con Discapacidad es adoptada.
- 2007: en Estados Unidos, el informe Mitchell presenta la lista de 89 beisbolistas de las Grandes Ligas que supuestamente han consumido esteroides y hormonas para el crecimiento humano. Los más notables son Roger Clemens y Miguel Tejada.
- 2007: se adopta el Tratado de Lisboa.
- 2009: en Barcelona (España) se inaugura la línea 9 del metro, primera línea totalmente automatizada en ese país.[3]
- 2011: en Lieja, tiene lugar un ataque suicida indiscriminado en el que mueren 5 personas.
- 2013: en México, el Gobierno del Distrito Federal aumenta la tarifa del Sistema de Transporte Colectivo, conocido como Metro, de 3 a 5 pesos mexicanos.
- 2023: en Venezuela, aproximadamente a las 7:30 a. m. (UTC -4), al menos 20 fallecidos y una docena de heridos en un fatal accidente, producto de un choque de vehículos con un camión de combustible, en la Autopista Gran Mariscal de Ayacucho, sentido Caracas - Guarenas.
- 2023 en Los Ángeles, la concejal de la ciudad Mónica Rodríguez , declaró oficialmente el 13 de diciembre como el "Día de Depeche Mode" en la ciudad de Los Ángeles .

## Nacimientos
- 1492: Martín de Azpilicueta, intelectual español (f. 1586).
- 1521: Sixto V, papa de la Iglesia católica entre 1585 y 1590 (f. 1590).
- 1533: Erik XIV, rey sueco (f. 1577).
- 1553: Enrique IV de Francia y III de Navarra, rey de Francia y Navarra y copríncipe de Andorra (f. 1610).
- 1585: William Drummond, poeta escocés (f. 1649).
- 1613: Carl Gustaf Wrangel, general y soldado sueco (f. 1676).
- 1640: Robert Plot, naturalista británico (f. 1696).
- 1662: Francesco Bianchini, filósofo y científico italiano (f. 1729).
- 1678: Yongzheng, emperador chino (f. 1735).
- 1720: Carlo Gozzi, escritor y dramaturgo italiano (f. 1806).
- 1784: Luis de Habsburgo-Lorena, aristócrata austríaco (f. 1864).
- 1797: Heinrich Heine, poeta alemán (f. 1856).
- 1816: Werner von Siemens, ingeniero, inventor e industrial alemán (f. 1892).
- 1817: Pedro Fernández Madrid, político, escritor y educador colombiano (f. 1875).
- 1817: Arthur Hill Hassall médico y químico británico (f. 1894).
- 1818: Mary Todd Lincoln, primera dama estadounidense (f. 1882).
- 1836: Franz von Lenbach, pintor alemán (f. 1904).
- 1848: Lucio Vicente López, escritor, periodista y político argentino (f. 1894).
- 1865: Ángel Ganivet, escritor y diplomático español (f. 1898).
- 1867: Kristian Birkeland, físico y explorador noruego (f. 1917).
- 1870: Edward LeSaint, actor y cineasta estadounidense (f. 1940).
- 1871: Emily Carr, artista y pintora canadiense (f. 1945).
- 1874: Josef Lhévinne, pianista ruso (f. 1944).
- 1883: Belle da Costa Greene, bibliotecaria estadounidense (f. 1950).
- 1887: Miguel Maura, político español (f. 1971).
- 1887: George Pólya, matemático húngaro (f. 1985).
- 1891: 
  - Mita von Ahlefeldt, actriz alemana (f. 1966).
  - Félix Arenas Gaspar, militar español laureado, muerto durante el Desastre de Annual (f. 1921)
- 1894: Fernando de Fuentes, cineasta mexicano (f. 1958).
- 1895: Lucía Sánchez Saornil, poetisa y activista española (f. 1970).
- 1902: Rafael Garza Gutiérrez, futbolista mexicano (f. 1974).
- 1902: Talcott Parsons, sociólogo estadounidense (f. 1979).
- 1903: Carlos Montoya, guitarrista español (f. 1993).
- 1906: Marina de Grecia, aristócrata británica de origen griego (f. 1968).
- 1906: Concha Piquer, cantante y actriz española (f. 1990).
- 1906: Cholín (Ignacio María Alcorta), futbolista español (f. 1967).
- 1907: Eduardo Nicol, filósofo mexicano (f. 1990).
- 1908: Van Heflin, actor estadounidense (f. 1971).
- 1911: Trygve Haavelmo, economista noruego, premio nobel de economía en 1989 (f. 1999).
- 1913: Mario Lozano, actor argentino (f. 2005).
- 1915: Curd Jürgens, actor austríaco de origen alemán (f. 1982).
- 1915: Miguel Aceves Mejía, cantante y actor mexicano (f. 2006).
- 1916: Líber Seregni, político y militar uruguayo (f. 2004).
- 1916: Modesto Collados, abogado y político chileno (f. 2012).
- 1916: Archie Moore, boxeador estadounidense (f. 1998).
- 1917: John Hart, actor estadounidense (f. 2009).
- 1918: Ana María Lynch, actriz argentina (f. 1976).
- 1918: Bill Vukovich, piloto estadounidense de automovilismo (f. 1955).
- 1919: Hans-Joachim Marseille, piloto alemán (f. 1942).
- 1919: Alceu Ribeiro, pintor, escultor y muralista uruguayo (f. 2013).
- 1920: Ximena Cristi, artista y pintora chilena (f. 2022).
- 1920: Abel Quezada, escritor, historietista y caricaturista mexicano (f. 1991).
- 1920: George Shultz, político estadounidense (f. 2021).
- 1922: Beatriz Guido, escritora argentina (f. 1988).
- 1923: Philip Warren Anderson, físico estadounidense, premio nobel de física en 1977 (f. 2020).
- 1923: Antoni Tàpies, pintor español (f. 2012).
- 1923: Alfonso Osorio García, político español (f. 2018).
- 1924: Enrique Fuentes Quintana, economista y político español (f. 2007).
- 1925: Dick Van Dyke, actor y comediante estadounidense.
- 1927: Juan Alonso, futbolista español (f. 1994).
- 1928: Nati Mistral, actriz y cantante española (f. 2017).
- 1929: Christopher Plummer, actor canadiense (f. 2021).
- 1930: Robert Prosky, actor estadounidense (f. 2008).
- 1932: Tatsuya Nakadai, actor japonés.
- 1934: Richard D. Zanuck, productor estadounidense de cine (f. 2012).
- 1935: Adélia Prado, poeta brasileña.
- 1937: Josep Lluís, baloncestista español (f. 2018).
- 1938: Heino, cantante alemán de música folk.
- 1941: José Mijalchyk, sacerdote católico argentino (f. 2016).
- 1944: Arturo Ripstein, cineasta mexicano.
- 1945: Herman Cain, empresario y político estadounidense (f. 2020).
- 1945: Ludivina García Arias, profesora y política socialista hispanomexicana.
- 1947: Luis Ángel González Macchi, político y abogado paraguayo, presidente entre 1999 y 2003.
- 1948: Jeff Baxter, músico estadounidense, de las bandas Steely Dan y The Doobie Brothers.
- 1948: Ted Nugent, guitarrista estadounidense.
- 1949: Tom Verlaine, guitarrista, cantante y compositor estadounidense (f. 2023).
- 1949: Paula Wilcox, actriz británica.
- 1950: Wendie Malick, actriz y modelo estadounidense.
- 1950: Tom Vilsack, político estadounidense.
- 1953: Ben Bernanke, economista y político estadounidense, Premio de Economía Conmemorativo de Alfred Nobel 2022.
- 1954: Allan Costly, futbolista hondureño.
- 1957: Steve Buscemi, actor estadounidense.
- 1958: Javier González-Olaechea, internacionalista y político peruano.
- 1960: Carlos Íñigo, actor de doblaje mexicano (f. 2017).
- 1961: Francesco Petrozzi, tenor lírico y político peruano. (f. 2024)
- 1961: Harry Gregson-Williams, compositor británico.
- 1961: Irene Sáez, reina de belleza venezolana y Miss Universo 1981.
- 1963: Abraham Quintanilla III, cantante y músico mexicano-estadounidense.
- 1964: Hide (Hideto Matsumoto), músico y guitarrista japonés, de la banda X Japan (f. 1998).
- 1965: María Dolores de Cospedal, política española.
- 1967: Jamie Foxx, actor y cantante estadounidense.
- 1967: Colin Kolles, ingeniero alemán de origen rumano.
- 1967: Lizeta Hernández, médica y política venezolana, Gobernadora de Delta Amacuro desde 2008.
- 1969: Sergei Fedorov, jugador ruso de hockey sobre hielo.
- 1969: Marcela Morelo, cantautora argentina.
- 1970: Jesse Armstrong, guionista británico.
- 1971: Van Partible, animador estadounidense.
- 1972: Anna Sobero, actriz mexicana.
- 1974: Nick McCarthy, guitarrista británico, de la banda Franz Ferdinand.
- 1975: Tom DeLonge, músico estadounidense, de las bandas Blink-182, Box Car Racer y Angels & Airwaves.
- 1975: Javi Venta, futbolista español.
- 1976: Radosław Sobolewski, futbolista polaco.
- 1976: Mark Paston, futbolista neozelandés.
- 1976: Jean Carlos Centeno, cantante colombo-venezolano de música vallenata.
- 1977: Lauri Porra, músico y bajista finlandés, de la banda Stratovarius.
- 1978: ToteKing, rapero español.
- 1980: Erik Hayser, actor mexicano.
- 1981: Amy Lee, cantante estadounidense, de la banda Evanescence.
- 1982: Anthony Callea, cantautora australiana.
- 1982: Tuka Rocha, corredor brasileño de carreras (f. 2019).
- 1983: J. Álvarez, cantante puertorriqueño.
- 1983: Otylia Jedrzejczak, nadadora polaca.
- 1983: Douglas David Fernandes, futbolista brasileño.
- 1983: Yusuke Inuzuka, futbolista japonés.
- 1983: Kenji Tanaka, futbolista japonés.
- 1983: Janeth Jepkosgei, atleta keniana.
- 1984: Santi Cazorla, futbolista español.
- 1984: Michal Kadlec, futbolista checo.
- 1986: Manuel Arribas Maroto, político español.
- 1986: David Macalister Silva, futbolista colombiano.
- 1986: Mikael Lustig, futbolista sueco.
- 1987: Weverton, futbolista brasileño.
- 1988: Hernán Novick, futbolista uruguayo.
- 1988: Povilas Babarskas, balonmanista lituano.

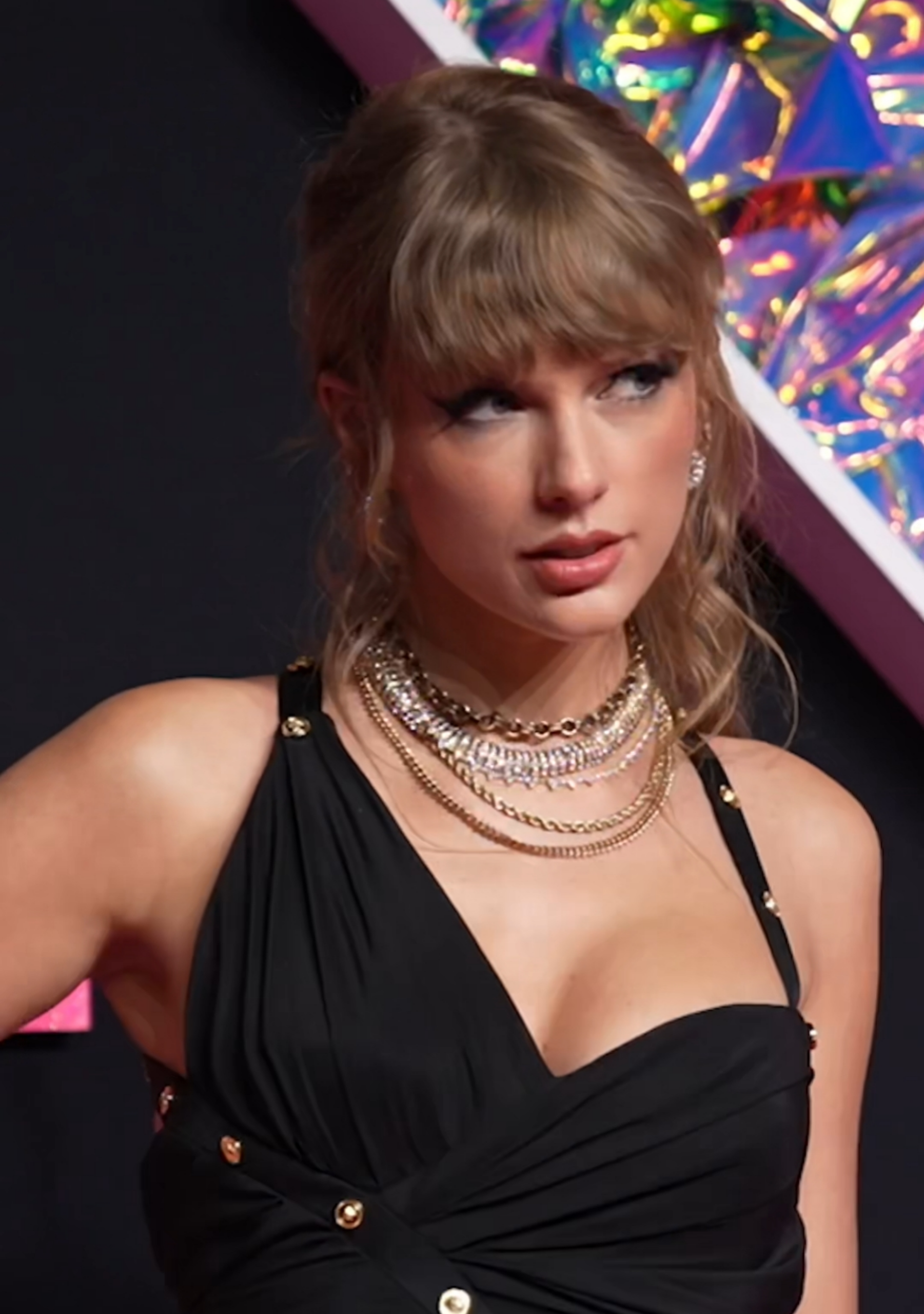
Taylor Swift

- 1989: Taylor Swift, cantante y compositora estadounidense.
- 1990: Nick Roux, actor y músico estadounidense.
- 1991: Gastón Soffritti, actor argentino.
- 1991: Nikola Vukčević, futbolista montenegrino.
- 1993: Johan Camargo, beisbolista panameño.
- 1994: Andrey Solovey, futbolista bielorruso.
- 1995: Marvin Friedrich, futbolista alemán.
- 1996: Aurora Galli, futbolista italiana.
- 1996: Vera Spanke, remera alemana.
- 1996: Aïssa Laïdouni, futbolista franco-tunecino.
- 1996: Masaki Okino, futbolista japonés.
- 1996: Yhoan Andzouana, futbolista congoleño.
- 1996: Beatrice Duodu Owusu, periodista hispano-ghanesa.
- 1996: Gleyber Torres, beisbolista venezolano.
- 1996: Isaiah Reese, baloncestista estadounidense.
- 1996: Naoki Mizunuma, nadador japonés.
- 1996: Marek Rodák, futbolista eslovaco.
- 1996: Vincent Riendeau, clavadista canadiense.
- 1996: Sergio Román Martín, ciclista español.
- 1996: Nicolás Vidal, futbolista colombiano.
- 1996: Tamás Kenderesi, nadador húngaro.
- 1996: Townley Haas, nadador estadounidense.
- 1996: Nino Serdarušić, tenista croata.
- 1996: Varvara Flink, tenista rusa.
- 1996: Mike Dabulas, rugbista estadounidense.
- 1997: Dávid Hancko, futbolista eslovaco.
- 1998: Ariagner Smith, futbolista nicaragüense.
- 1998: Osman Bukari, futbolista ghanés.
- 1999: Ilenia Antonini, actriz italo-colombiana.
- 1999: Kwadjo Anani, yudoca ghanés.
- 1999: Gastón Elesgaray, baloncestista argentino.
- 1999: Holly Hibbott, nadadora británica.
- 2000: Simona Waltert, tenista suiza.
- 2003: Jhon Jáder Durán, futbolista colombiano.

## Fallecimientos
- 1050: Al-Biruni, astrónomo, farmacéutico, físico, filósofo, historiador, matemático y viajero uzbeko (n. 973).
- 1124: Calixto II, papa católico francés entre 1119 y 1124 (n. c. 1050).
- 1250: Federico II, emperador romano-germánico y rey siciliano entre 1212 y 1250 (n. 1194).
- 1466: Donatello, escultor italiano (n. 1386).
- 1516: Johannes Trithemius, criptógrafo alemán (n. 1462).
- 1521: Manuel I de Portugal, rey de Portugal y Algarves (n. 1469).
- 1565: Conrad Gessner, botánico, biólogo y naturalista suizo (n. 1516).
- 1557: Niccolò Fontana Tartaglia, matemático italiano (n. 1499).
- 1621: Catalina Stenbock, reina consorte sueca (n. 1535).
- 1647: Catalina Vasa, aristócrata sueca (n. 1584).
- 1683: Ana Sofía de Hesse-Darmstadt, aristócrata y religiosa alemana (n. 1638).
- 1754: Mahmud I, sultán otomano (n. 1696).
- 1784: Samuel Johnson, escritor británico (n. 1709).
- 1814: Charles-Joseph de Ligne, mariscal y aristócrata austríaco de origen belga (n. 1735).
- 1818: Pedro Inocencio Bejarano, obispo español (n. 1750).
- 1819: Vincenzo Dandolo, químico italiano (n. 1758).
- 1823: Antonio Nariño, político y político colombiano, precursor de la independencia de su país (n. 1765).
- 1827: Fabrizio Ruffo, cardenal y político italiano sanfedista (n. 1744).
- 1828: Manuel Dorrego, militar y político argentino (n. 1787).[4]
- 1863: Christian Friedrich Hebbel, escritor alemán (n. 1813).
- 1867: Tōdō Heisuke, capitán de la octava unidad del Shinsengumi (n. 1844).
- 1868: Carl Friedrich Philipp von Martius, médico, botánico y explorador alemán (n. 1794).
- 1894: Juan León Mera, escritor ecuatoriano (n. 1832).
- 1909: Innokienti Ánnienski, poeta ruso (n. 1855).
- 1912: Vital Aza, escritor español (n. 1851).
- 1923: Théophile Alexandre Steinlen, pintor francosuizo (n. 1859).
- 1924: Samuel Gompers, dirigente obrero estadounidense (n. 1850).
- 1925: Antonio Maura, estadista español (n. 1853).
- 1930: Fritz Pregl, químico austríaco, premio nobel de química en 1923 (n. 1869).
- 1931: Gustave Le Bon, sociólogo, psicólogo y polígrafo francés (n. 1841).
- 1934: José Santos Chocano, escritor peruano (n. 1875).
- 1935: Victor Grignard, químico francés, premio nobel de química en 1912 (n. 1871).
- 1940: Arsène d'Arsonval, físico francés (n. 1851).
- 1943: Alekséi Jlobistov, piloto de caza soviético y as de la aviación (n. 1918).
- 1944: Olga Sanfirova, piloto militar soviética, Heroína de la Unión Soviética (n. 1917).
- 1944: Wassily Kandinski, pintor ruso (n. 1866).
- 1945: Irma Grese, supervisora nazi de campos de concentración alemana (n. 1923).
- 1945: Josef Kramer, oficial alemán de la SS (n. 1906).
- 1947: Nikolái Roerich, pintor ruso (n. 1874).
- 1950: Abraham Wald, matemático húngaro (n. 1902).
- 1955: Valeriano León, actor español (n. 1892).
- 1958: María Pávlovna Románova, aristócrata rusa (n. 1890).
- 1961: Fernando Márquez, arqueólogo argentino (n. 1897).
- 1961: Grandma Moses, pintora estadounidense (n. 1860).
- 1969: Raymond Spruance, almirante estadounidense (n. 1896).
- 1973: Henry Green, escritor británico (n. 1905).
- 1983: Mary Renault, escritora británica (n. 1905).
- 1983: Nichita Stănescu, poeta rumano (n. 1933).
- 1985: Antonio Tovar, lingüista e historiador español (n. 1911).
- 1988: María Teresa León, escritora española (n. 1903).
- 1988: Manuel López Quiroga, pianista y compositor español (n. 1899).
- 1994: Olga Rubtsova, ajedrecista rusa (n. 1909).
- 1995: Anatoli Diátlov ingeniero ruso (n. 1931).
- 1996: Víctor de los Ríos, escultor español (n. 1909).
- 1998: Ariadna Welter, actriz mexicana (n.1930).
- 2001: Chuck Schuldiner, guitarrista y vocalista estadounidense, de la banda Death (n. 1967).
- 2002: Juan Rosa, el Pulga, humorista español (n. 1951).
- 2003: Luis González y González, historiador mexicano (n. 1925).
- 2005: Stanley Tookie Williams, pandillero estadounidense (n. 1953).
- 2006: Loyola de Palacio, política española (n. 1950).
- 2007: Víctor Sueiro, periodista, escritor y presentador de televisión argentino (n. 1943).
- 2010: Valentín García Yebra, académico, filólogo y traductor español (n. 1917).
- 2010: Richard Holbrooke, diplomático y escritor estadounidense (n. 1941).
- 2010: Enrique Morente, cantaor español (n. 1942).
- 2011: T. J. Bass, escritor estadounidense (n. 1932).
- 2011: Margarita Bravo Hollis, helmintóloga mexicana (n. 1911).
- 2011: Graham Brown, actor estadounidense (n. 1924).[5]
- 2011: Juan “El Gallo” Calderón, periodista y locutor hispanomexicano (n. 1936).
- 2011: Francisco Ferrari, actor argentino (n. 1927).
- 2011: Russell Hoban, escritor estadounidense (n. 1925).
- 2011: Sebastián Monk, músico, profesor de música y compositor folclórico argentino (n. 1967).
- 2011: Cástor Narvarte, escritor y filósofo español (n. 1919).
- 2011: Park Tae-joon, político surcoreano, primer ministro de Corea del Sur en 2000 (n. 1927).[6]
- 2011: María Pascual, dibujante de historietas e ilustradora española (n. 1933).
- 2011: Klaus-Dieter Sieloff, futbolista alemán (n. 1942).
- 2011: Erica Wilson, diseñadora de bordados estadounidense (n. 1928).[7]
- 2012: Andreu Alfaro, escultor español (n. 1929).|2016|*[Betsy Pecanins]; cantante y compositora mexicana de origen estadounidense de blues;jazz;ranchero y bolero(n.en 1952).
- 2016: Thomas Schelling, economista estadounidense (n. 1921).
- 2018: Nancy Wilson, cantante estadounidense de jazz (n. 1937)
- 2021: Raquel Ércole, bailarina de música folclórica y actriz colombiana (n. 1940).
- 2021: Verónica Forqué, actriz española (n. 1955).

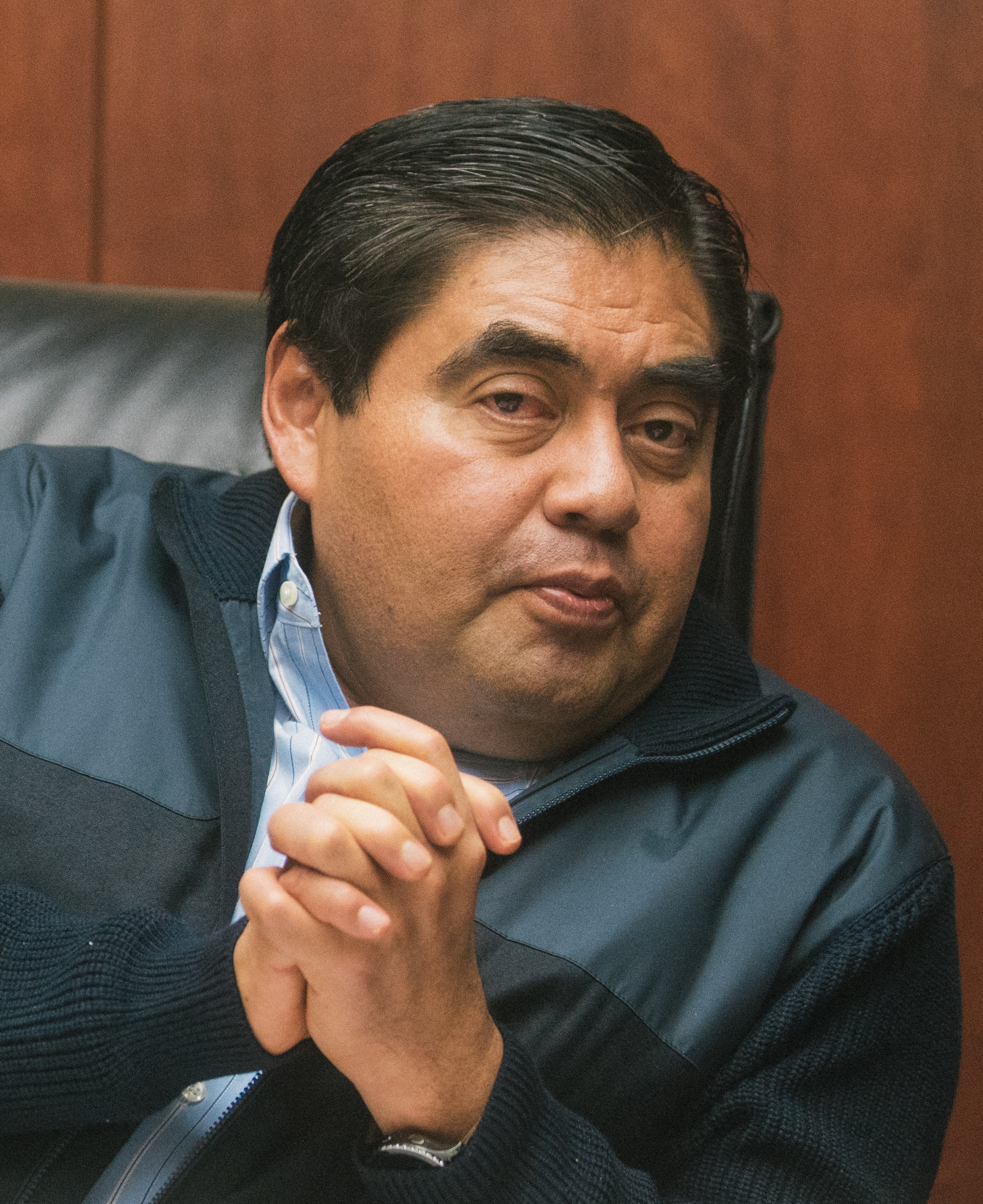
Miguel Barbosa Huerta

- 2022: Alejandro Luna Ledesma, arquitecto, escenógrafo, catedrático y académico mexicano (n. 1939).
- 2022: Lalo Rodríguez, cantante de salsa puertorriqueño (n. 1958).
- 2022: Luis "Checho" González, folclorista, compositor y cantautor chileno (n. 1933).
- 2022: Miguel Barbosa Huerta, político mexicano, gobernador de Puebla entre 2019 y 2022 (n. 1959).

## Celebraciones
- Día Internacional del Ciego o No Vidente.
Se celebra cada 13 de diciembre y coincide con la celebración de Santa Lucía, virgen y mártir, quien perdió su vista por mantener su fe en Jesucristo. Esta fecha busca poner en relieve la importancia de la inclusión y de abrir más oportunidades para las personas con discapacidad visual. Otra fecha relacionada con la discapacidad visual es el Día Internacional del Bastón Blanco, que se celebra el 15 de octubre.

 Por países
(Por orden alfabético)
- Argentina:
  - Día del Oftalmólogo.[8]En conmemoración de la festividad de Santa Lucía de Siracusa, patrona de la vista. Un oftalmólogo es un médico especializado en el diagnóstico, tratamiento y prevención de enfermedades oculares.
  - Día del Petróleo.[8]En conmemoración de la fecha de 1907 en la que se descubrió el primer yacimiento de hidrocarburos en las afueras de la ciudad chubutense de Comodoro Rivadavia.

- Brasil: 
  - Día del Marinero.

- Canadá:
  - Acadia: 
    - Acadian Remembrance Day.

- China: 
  - Día de conmemoración de la masacre de Nankín.

- Estados Unidos:
  - Día Nacional del Cacao.
  - Día del Caballo.
  - Día del Violín.

- Indonesia: 
  - Día de Nusantara.

- Malta: 
  - Día de la República.

- Polonia: 
  - Día de conmemoración de las víctimas de la ley marcial.

### Santoral católico

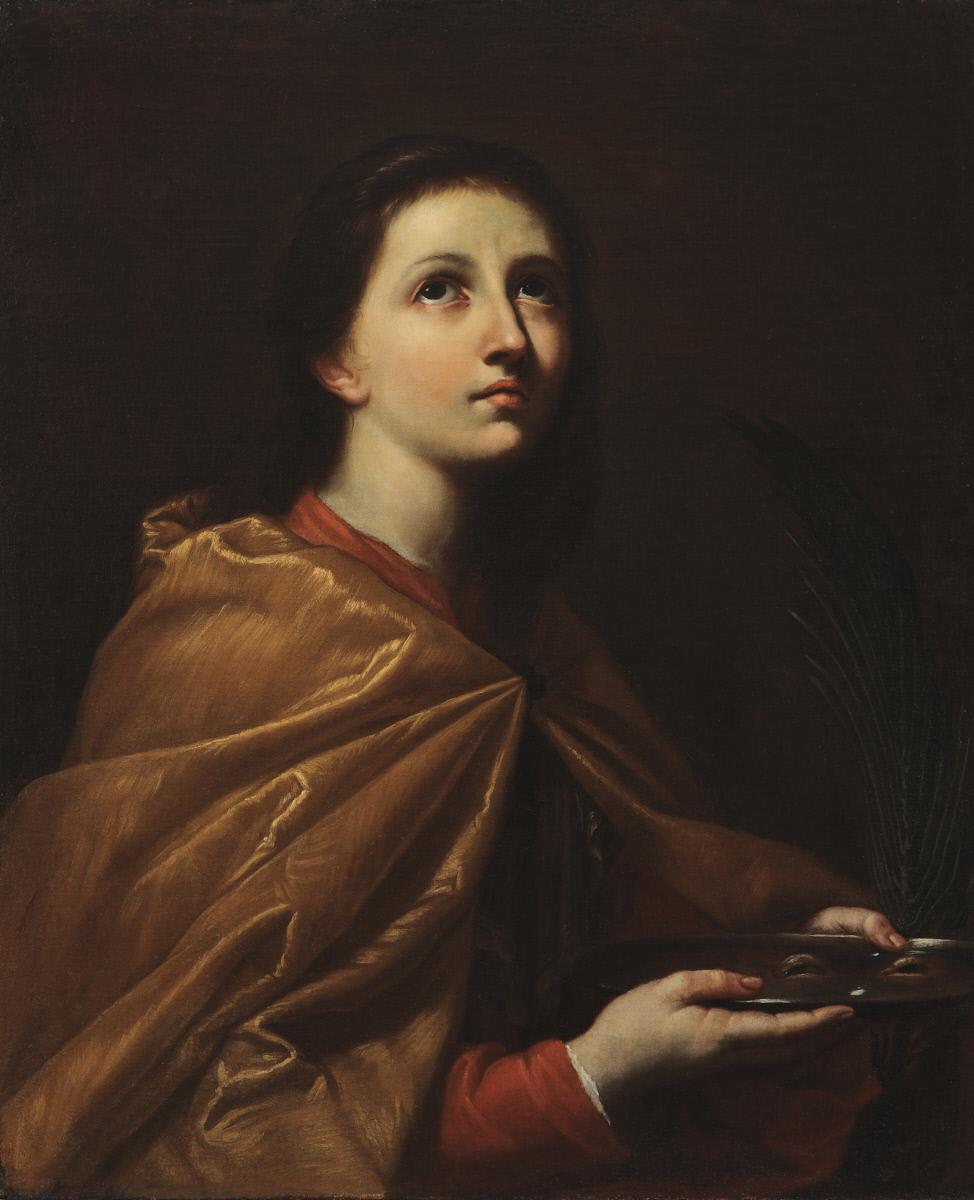
Santa Lucía de Giovanni Do.

- Santa Lucía de Siracusa, virgen y mártir (303/304), patrona de la vista.[9](imagen ilustrativa).
- San Aristón de Porto Romano, mártir (c. s. IV).
- San Antioco de Sulcis, mártir (c. s. IV).
- Santos Eustrato, Auxencio, Eugenio, Mardario y Orestes de Armenia, mártires (c. s. IV).
- San Judoco de Armórica, presbítero y eremita (c. 669).
- San Auberto de Cambrai, obispo (c. 670).
- Santa Otilia de Hohenburg, virgen y abadesa (s. VII).
- Beato Juan Marinoni, presbítero (1562).
- Santa Juana Francisca Frémiot de Chantal (1641).
- Beato Antonio Grassi, presbítero (1671).
- Santos Pedro Cho Hwa-so, Pedro Yi Myong-so, Bartolomé Chong Mun-ho, Pedro Son-ji, José Pedro Han Chae-kwon y Pedro Chong Won-ji, mártires (1866).